# Крыжановский, Олег Леонидович
Оле́г Леони́дович Крыжано́вский (28 мая 1918 года — 15 июня 1997 года) — советский и российский энтомолог, доктор биологических наук, профессор, крупный специалист по жесткокрылым (жукам).

## Биография
Родился 28 мая 1918 года. Почетный член РЭО и Французского биогеографического общества, вице-президент РЭО, доктор биологических наук, профессор. Крупный энтомолог и колеоптеролог, специалист по жужелицам (Carabidae) и карапузикам (Histeridae). Он опубликовал свыше 250 научных работ, в том числе 6 монографий. Также, им было описано 135 новых видов жуков (включая 81 вид жужелиц и 33 вида карапузиков).
Научные труды Крыжановского отличаются разносторонним подходом к изучению насекомых и энциклопедически широким кругозором. Созданные им монографии по жужелицам и карапузикам могут служить образцом публикаций в серии «Фауна СССР» («Фауна России»). Большое внимание он уделял общебиологическим проблемам: теории таксономии, критериям рода и вида, принципам зоогеографического районирования.
Умер 15 июня 1997 года.

## Семья
- Жена — Наталья Евгеньевна Шварц (1929—1996), дочь драматурга Е. Л. Шварца.
  - Сын — поэт Андрей Крыжановский (1950—1994).
  - Дочь — Мария Олеговна Крыжановская (р. 1954)

## Основные труды
- Крыжановский О. Л. Жуки-жужелицы рода Carabus Средней Азии. М.-Л., изд-во «Наука», 1953. 135 с.
- Крыжановский О. Л. Состав и происхождение наземной фауны Средней Азии. М. — Л., изд-во «Наука», 1965. 430 с.
- Крыжановский О. Л. Отряд Coleoptera: Введение. Определительная таблица семейств. Ключи родов и видов для 35 семейств // Определитель насекомых европейской части СССР, т. 2. М.-Л., изд-во «Наука», 1965.
- Крыжановский О. Л., Мамаев Б. М. Отряд Жесткокрылые или Жуки // Жизнь животных, т. 3. М., изд-во «Просвещение», 1969. С. 306—372.
- Крыжановский О. Л., Рейнхардт А. Н. Жуки надсемейства Histeroidea (Семейства Sphaeritidae, Histeridae, Syntelliidae) // Фауна СССР. Насекомые жесткокрылые. — Л.: Наука, 1976. — Т. 5, вып. 4. — 435 с. — (Новая серия № 111).
- Крыжановский О. Л. Жуки подотряда Adephaga. Семейства Rhysodidae, Trachypachydae; семейство Carabidae (вводная часть и обзор фауны СССР) // Фауна СССР. Насекомые жесткокрылые. — Л.: Наука, 1983. — Т. 1, вып. 2. — 341 с. — (Новая серия № 128).
- Крыжановский О. Л., Мамаев Б. М. Отряд Жесткокрылые или Жуки // Жизнь животных, т. 3. М., изд-во «Просвещение», 1984. С. 248—302.
- Крыжановский О. Л. Жесткокрылые, или Жуки: Определительная таблица подотрядов и семейств. Ключи родов и видов для семейств Sphaeritidae, Synteliidae, Histeridae // Определитель насекомых Дальнего Востока СССР, т. 3, часть 1. Л., изд-во «Наука», 1989.
- Kryzhanovsky O. L., Turin H., Casale A., Makarov K. V., Penev L. D. Checklist and Atlas of the genus Carabus Linnaeus in Europe. Leiden, Universal Book Services. 1993. 79 p.
- Kryzhanovsky O. L., Belousov I. A., Kabak I. I., Kataev B. M., Makarov K. V., Shilenkov V. G. A. Checklist of the Ground-Beetles of Russia and Adjacent Lands (Insecta, Coleoptera, Carabidae). Sofia — Moscow, Pensoft, 1995. 271 p.

## Виды, названные в честь О. Л. Крыжановского

### Coleoptera
- Щелкун Крыжановского (Laсon kryzhanovskyi).
- Быстрянка Крыжановского (Cyclodinus kryzhanovskii) Blinstein, 1988

#### Buprestidae
- Cratomerus kryzhanovskii Alekseev, 1978
- Sphenopters (Deudora) kryzhanovskii Alekseev, 1991

#### Carabidae
- Nebria (Boreinebria) kryzhanovskii Shilenkov, 1982
- Dischirius (Dischirius) kryzhanovskii Gryuntal, 1984
- Kryzhanovskiana olegi Kataev et al., 2019[1]

#### Cerambycidae
- Dorcadion kryzhanovskii Plavilstshikov, 1958
- Phitoecia kryzhanovskii Kostin, 1973

#### Curculionidae
- Aspidapion kryzhanovskii Korotayev, 1987
- Pseudaspidapion kryzhanovskii Korotayev, 1987
- Mecysmoderes kryzhanovskii Korotayev, 1992

### Hymenoptera

#### Formicidae
- Myrmica kryzhanovskii Arnoldi, 1976

### Crustacea

#### Isopoda
- Protracheoniscus kryszanovskii Borutzky, 1957